# كانتون (كارولاينا الشمالية)
كانتون (بالإنجليزية: Canton, North Carolina)‏ هي بلدة أمريكية تقع في الولايات المتحدة في مقاطعة هايوود، كارولاينا الشمالية. يقدر عدد سكانها بـ 4,227 نسمة ومساحتها 9.9 كم2 وترتفع عن سطح البحر 797 متر.

## التركيبة السكانية
حدّد مكتب تعداد الولايات المتحدة بيانات التركيبة السكانية لكانتون في تعداد الولايات المتحدة. في ما يلي، التركيبة السكانية حسب تعدادي 2000 و2010.

### تعداد عام 2000
بلغ عدد سكان كانتون 4,029 نسمة بحسب تعداد عام 2000، وبلغ عدد الأسر 1,819 أسرة وعدد العائلات 1,118 عائلة مقيمة في البلدة. في حين سجلت الكثافة السكانية 417.9 نسمة لكل كيلومتر مربع (1,082.4/ميل2). وبلغ عدد الوحدات السكنية 2,003 وحدة بمتوسط كثافة قدره 207.8 لكل كيلومتر مربع (538.2/ميل2).
وتوزع التركيب العرقي للبلدة بنسبة 96.13% من البيض و1.59% من الأمريكيين الأفارقة و0.57% من الأمريكيين الأصليين و0.10% من الأمريكيين ذوي الأصول الآسيوية و0.94% من الأعراق الأخرى و0.67% من عرقين مختلطين أو أكثر و2.41% من الهسبانيون أو اللاتينيون من أي عرق.
بلغ عدد الأسر 1,819 أسرة كانت نسبة 25.7% منها لديها أطفال تحت سن الثامنة عشر تعيش معهم، وبلغت نسبة الأزواج القاطنين مع بعضهم البعض 47.7% من أصل المجموع الكلي للأسر، ونسبة 10.5% من الأسر كان لديها معيلات من الإناث دون وجود شريك،  بينما كانت نسبة 3.3% من الأسر لديها معيلون من الذكور دون وجود شريكة وكانت نسبة 38.5% من غير العائلات. تألفت نسبة 35.4% من أصل جميع الأسر من عدة أفراد يعيشون في نفس المنزل ونسبة 20.3% كانت تتألف من شخص يعيش بمفرده يبلغ من العمر 65 عاماً أو أكثر. وبلغ متوسط حجم الأسرة المعيشية 2.17، أما متوسط حجم العائلات فبلغ 2.78.
بلغ العمر الوسطي للسكان 43.3 عاماً. وكانت نسبة 19.6% من القاطنين تحت سن الثامنة عشر، وكانت نسبة 6.9% بين الثامنة عشر والرابعة والعشرين عاماً، ونسبة 25.9% كانت واقعةً في الفئة العمرية ما بين الخامسة والعشرين والرابعة والأربعين عاماً، ونسبة 23.9% كانت ما بين الخامسة والأربعين والرابعة والستين، ونسبة 21.8% كانت ضمن فئة الخامسة والستين عاماً فما فوق. يوجد لكل 100 أنثى 86.5 ذكر، ويوجد لكل 100 أنثى في الثامنة عشر من عمرها فما فوق 82.4 ذكر.
بلغ متوسط دخل الأسرة في البلدة 28,775 دولارًا، أما متوسط دخل العائلة فبلغ 38,191 دولارًا. وكان متوسط دخل الذكور 28,792 دولارًا مقابل 22,143 دولارًا للإناث. وسجل دخل الفرد الخاص بالبلدة 17,995 دولارًا. وكانت نسبة 9.5% من العائلات ونسبة 13.3% من السكان تحت خط الفقر، وكان من هؤلاء نسبة 24.5% تحت سن الثامنة عشر ونسبة 5.9% في الخامسة والستين من العمر وما فوق.

### تعداد عام 2010
بلغ عدد سكان كانتون 4,227 نسمة بحسب تعداد عام 2010، وبلغ عدد الأسر 1,791 أسرة وعدد العائلات 1,109 عائلة مقيمة في البلدة. في حين سجلت الكثافة السكانية 438.5 نسمة لكل كيلومتر مربع (1,135.7/ميل2). وبلغ عدد الوحدات السكنية 2,068 وحدة بمتوسط كثافة قدره 214.5 لكل كيلومتر مربع (555.6/ميل2).
وتوزع التركيب العرقي للبلدة بنسبة 93.59% من البيض و1.82% من الأمريكيين الأفارقة و0.66% من الأمريكيين الأصليين و0.12% من الأمريكيين ذوي الأصول الآسيوية و2.13% من الأعراق الأخرى و1.68% من عرقين مختلطين أو أكثر و4.99% من الهسبانيون أو اللاتينيون من أي عرق.
بلغ عدد الأسر 1,791 أسرة كانت نسبة 29.7% منها لديها أطفال تحت سن الثامنة عشر تعيش معهم، وبلغت نسبة الأزواج القاطنين مع بعضهم البعض 43.8% من أصل المجموع الكلي للأسر، ونسبة 12.3% من الأسر كان لديها معيلات من الإناث دون وجود شريك،  بينما كانت نسبة 5.8% من الأسر لديها معيلون من الذكور دون وجود شريكة وكانت نسبة 38.1% من غير العائلات. تألفت نسبة 32.9% من أصل جميع الأسر من عدة أفراد يعيشون في نفس المنزل ونسبة 16.5% كانت تتألف من شخص يعيش بمفرده يبلغ من العمر 65 عاماً أو أكثر. وبلغ متوسط حجم الأسرة المعيشية 2.32، أما متوسط حجم العائلات فبلغ 2.93.
بلغ العمر الوسطي للسكان 40.9 عاماً. وكانت نسبة 21.8% من القاطنين تحت سن الثامنة عشر، وكانت نسبة 8% بين الثامنة عشر والرابعة والعشرين عاماً، ونسبة 25.1% كانت واقعةً في الفئة العمرية ما بين الخامسة والعشرين والرابعة والأربعين عاماً، ونسبة 25.3% كانت ما بين الخامسة والأربعين والرابعة والستين، ونسبة 19.8% كانت ضمن فئة الخامسة والستين عاماً فما فوق. وتوزع التركيب الجنسي للسكان بنسبة 47.9% ذكور و52.1% إناث.